# Pandémie de Covid-19 en Azerbaïdjan
- 1 cas confirmé
- 2 à 5 cas confirmés
- 6 à 10 cas confirmés
- 11 à 100 cas confirmés
- plus de 100 cas confirmés

La pandémie de Covid-19 en Azerbaïdjan se propage principalement dans le sud du pays et dans la capitale, Bakou.
Le premier cas positif est confirmé le 28 février 2020. Au 5 novembre 2022, 823 469 cas sont confirmés en Azerbaïdjan, dont 813 201 guérisons et 9 953 morts selon les données officielles.

## Chronologie

### Février
- Le 28 février, le siège opérationnel du Cabinet des ministres de la République d'Azerbaïdjan confirme que le premier cas d'infection à coronavirus a été enregistré en Azerbaïdjan[3].

### Mars
- Le 2 mars, les processus éducatifs et autres activités connexes ont été suspendus du 3 au 9 mars dans tous les établissements d'enseignement du pays pour empêcher la propagation de l'infection au Covid-19. La date de la suspension a ensuite été prolongée jusqu'au 27 mars[4].
- Le 4 mars, l'Azerbaïdjan a cessé de laisser entrer des camions et des importations en provenance d'Iran[5].
- Le 9 mars, deux personnes de retour d'Iran ont été testées positives pour le coronavirus[6].
- Le 13 mars, quatre personnes de retour d'Iran et d'Italie ont été testées positives pour le coronavirus. Les autorités azerbaïdjanaises ont également confirmé jeudi le premier décès dans le pays du nouveau coronavirus, une femme de 50 ans , récemment arrivé d'Iran[7].
- Le 14 mars, trois citoyens azerbaïdjanais diagnostiqués avec un coronavirus, après avoir été traités dans des hôpitaux du régime spécial, se sont rétablis et ont été renvoyés chez eux[8].
- Le 16 mars en Azerbaïdjan, il y a eu deux autres cas d'infection à coronavirus.
- Le 17 mars, trois nouveaux cas d'infection à coronavirus ont été révélés en Azerbaïdjan.
- Le 18 mars en Azerbaïdjan, quatre autres personnes diagnostiquées avec un coronavirus se sont rétablies et ont été renvoyées chez elles après avoir été traitées dans des hôpitaux à régime spécial. Il y a également eu six autres cas d'infection à coronavirus[9]
- Le 19 mars, 10 nouveaux cas d'infection à coronavirus ont été enregistrés en Azerbaïdjan.
- Le 21 mars en Azerbaïdjan, neuf autres faits d'infection à coronavirus ont été révélés.
- Le 22 mars, 12 autres cas d'infection à coronavirus ont été signalés en Azerbaïdjan[10].
- Le 23 mars, l'Azerbaïdjan confirme sept nouveaux cas de coronavirus.
- Le 24 mars, l'Azerbaïdjan confirme 15 autres cas d'infection à coronavirus.
- Le 25 mars, 6 nouveaux cas d'infection à coronavirus et un décès ont été enregistrés. Le patient souffrait de diabète sucré, de maladie coronarienne et est décédé le jour de son admission à l'hôpital[11]
- Le 26 mars, 29 cas d'infection à coronavirus ont été notés, une personne est décédée et 5 personnes ont été libérées.
- Le 27 mars, 43 nouveaux faits d'infection au Covid-19 ont été enregistrés[12].
- Le 31 mars, l'Azerbaïdjan a déclaré la quarantaine nationale. Les personnes doivent séjourner dans des maisons et des appartements privés, des résidences permanentes ou temporaires jusqu'au 20 avril[13].

### Avril
Le 2 avril, il a été signalé que pour obtenir l'autorisation de quitter le lieu de résidence, les personnes devaient obtenir des autorisations SMS pour aller à l'extérieur pour des services vitaux (besoin médical urgent, pour acheter de la nourriture et d'autres biens ou médicaments). Afin de quitter le lieu de résidence en cas de situation menaçant directement la vie et la santé, l'envoi d'un SMS n'est pas obligatoire.
Le 24 avril, le gouvernement azerbaïdjanais a appliqué un assouplissement partiel des règles de quarantaine à partir du 27 avril et a autorisé la réouverture de certaines entreprises et de certains services auparavant restreints. La durée de l'autorisation d'aller à l'extérieur pour des services vitaux obtenue par SMS est passée de 2 heures à 3 heures.
Le 29 avril, les restrictions d'entrée et de sortie à la frontière de l'Azerbaïdjan, à l'exclusion des vols de fret et des vols charters, ont été prolongées jusqu'au 31 mai 2020.

### Mai
Le 1er mai, le régime de quarantaine a été prolongé jusqu'au 31 mai 2020. Certaines restrictions, telles que quitter la maison sur notification par SMS, inscription sur le site Web «icaze.e-gov.az», visiter les parcs et les aires de loisirs ont été levées en toutes les villes et régions d'Azerbaïdjan à l'exception de Bakou, Sumgayit, Gandja, Lankaran et la région d'Abcheron.
Le 7 mai, le premier complexe hospitalier modulaire d'une capacité de 200 lits a été inauguré à Bakou.
Le 12 mai, une usine de masques faciaux et une usine de combinaisons de protection ont été ouvertes à Sumgayit.

### Juin
Le 3 juin, l'introduction d'un verrouillage de trois jours pendant le week-end dans les grandes villes a été annoncée, en vigueur du 5 au 8 juin. Le verrouillage a couvert Bakou, Sumgayit, Gandja, Lankaran et le district d'Abcheron.

### Juillet
Le 13 juillet, Azerbaijan Airlines a effectué un vol spécial de La Havane, Cuba à Bakou avec 115 médecins spécialistes afin d'aider les médecins à contrer la propagation du virus.

### Août
Le 4 août, 6 experts médicaux italiens et 10 chinois ont été envoyés à Bakou par les ambassadeurs des deux pays afin de partager des informations sur le COVID-19 et de soutenir les hôpitaux locaux.
Le 25 août, il a été rapporté par Caspian News que l'aide américaine au coronavirus à l'Azerbaïdjan avait atteint 5 millions de dollars.

### Septembre
Le 8 septembre, il a été signalé que l'Azerbaïdjan avait détecté 139 nouveaux cas de COVID-19, 128 patients se sont rétablis et un patient est décédé.
Le 13 septembre, le nombre de cas confirmés de COVID en Azerbaïdjan dépassait 38 400.

## Évacuation des citoyens
Le 1er février, le ministre turc de la Santé, Fahrettin Koca, a déclaré qu'un total de 44 personnes, dont 34 Turcs, six Azerbaïdjanais, trois Géorgiens et un Albanais, avaient été évacués de Wuhan. 
Le 15 mars, des vols charters ont commencé à être lancés pour le retour des citoyens azerbaïdjanais de Turquie, car les voyages mutuels des citoyens turcs et azerbaïdjanais par voie aérienne et terrestre ont été temporairement suspendus pour empêcher la propagation du coronavirus. Ceux qui sont revenus de Turquie ont été mis en quarantaine pendant 14 à 28 jours. 
Le 17 mars, l'Azerbaïdjan a commencé à lancer des vols charters depuis les pays de l'Union européenne, la Russie et d'autres pays pour évacuer les citoyens.
Le 15 mai, le régime spécial de quarantaine a été assoupli à partir du 18 mai, par conséquent, l'autorisation SMS et l'enregistrement sur le portail «icaze.e-gov.az», les restrictions d'accès aux parcs et aux zones de loisirs ont été dissoutes à Bakou, Sumgayit, Gandja, Lankaran et la région d'Abcheron également, le service client sur place dans les restaurants et cafés a été rétabli, les activités des musées et des salles d'exposition ont également été rétablies, l'interdiction pour les personnes âgées de plus de 65 ans de quitter leur domicile a été levée.
Le 29 mai, avec l'assouplissement de certaines restrictions, le régime spécial de quarantaine en Azerbaïdjan a été prolongé jusqu'au 15 juin 2020.
Le 29 mai, les restrictions d'entrée et de sortie à la frontière de l'Azerbaïdjan ont été prolongées jusqu'au 15 juin 2020.

## Statistiques
| Jour | Date       | Cas confirmés | Nouveaux cas confirmés | Cas récupérés | Nouveaux cas récupérés | Cas actifs |
| ---- | ---------- | ------------- | ---------------------- | ------------- | ---------------------- | ---------- |
| 1    | 28-02-2020 | 1             | 1                      | 0             | 0                      | 1          |
| 2    | 29-02-2020 | 3             | 2                      | 0             | 0                      | 3          |
| 7    | 05-03-2020 | 6             | 3                      | 0             | 0                      | 6          |
| 8    | 06-03-2020 | 9             | 3                      | 0             | 0                      | 6          |
| 11   | 09-03-2020 | 11            | 2                      | 0             | 0                      | 11         |
| 12   | 10-03-2020 | 13            | 2                      | 3             | 3                      | 9          |
| 13   | 11-03-2020 | 15            | 2                      | 3             | 0                      | 11         |
| 15   | 13-03-2020 | 19            | 4                      | 3             | 0                      | 15         |
| 16   | 14-03-2020 | 19            | 0                      | 6             | 3                      | 12         |
| 17   | 15-03-2020 | 25            | 6                      | 6             | 0                      | 18         |
| 19   | 17-03-2020 | 34            | 9                      | 6             | 0                      | 27         |
| 20   | 18-03-2020 | 34            | 0                      | 10            | 4                      | 23         |
| 21   | 19-03-2020 | 44            | 10                     | 10            | 0                      | 33         |
| 23   | 21-03-2020 | 53            | 9                      | 10            | 0                      | 42         |
| 24   | 22-03-2020 | 65            | 12                     | 10            | 0                      | 54         |
| 25   | 23-03-2020 | 72            | 7                      | 10            | 0                      | 61         |
| 26   | 24-03-2020 | 87            | 15                     | 10            | 0                      | 76         |

## Conséquences
Le 4 mars, les matchs du championnat de basket-ball azerbaïdjanais ont été annulés.  Le 10 mars, les festivités traditionnelles liées aux vacances de Norouz à Bakou et dans les régions d'Azerbaïdjan en mars ont été annulées.
Le 13 mars, les 55e Championnats d'Europe de karaté (qui devaient se tenir du 25 au 29 mars) sont annulés. La Premier League azerbaïdjanaise a également été reportée en raison de la pandémie. De plus, la finale de la Coupe du monde de Bakou de gymnastique artistique (prévue du 14 au 15 mars) a été annulée après que les qualifications avaient déjà eu lieu.
Le 17 mars, l'UEFA a annoncé que le championnat d'Europe de football 2020 (l'Azerbaïdjan est l'un des pays hôtes) serait retardé d'un an en raison de la pandémie de Covid-19 en Europe. 
Le 23 mars, les organisateurs du Grand Prix automobile d'Azerbaïdjan ont annoncé que la course avait été reportée.